# Joachim Franck
Joachim Franck (* 20. April 1941 in Küstrin; † 7. Oktober 2008) war ein deutscher Politiker (SPD). Von 1990 bis 1999 war er Mitglied des Brandenburgischen Landtags.

## Leben
Nach dem Abitur absolvierte Franck von 1963 bis 1968 ein Studium an der TH Karlsruhe, das er als Technischer Diplombetriebswirt abschloss. Anschließend war er in internationalen Energie- und Holdingunternehmen tätig, ehe er sich 1977 mit einem Ingenieurbüro selbständig machte.

## Politik
1990 zog Franck als direkt gewählter Abgeordneter des Wahlkreises Brandenburg I in den Brandenburgischen Landtag ein. Dort war er Mitglied des Ausschusses für Stadtentwicklung, Wohnen und Verkehr und des Hauptausschusses sowie Vorsitzender des Ausschusses für Wirtschaft, Mittelstand und Technologie. 1994 gelang ihm der erneute Einzug in den Landtag, diesmal als Direktkandidat des Wahlkreises Brandenburg/Havel I. Bis zu seinem Ausscheiden aus dem Landtag war er Vorsitzender des Ausschusses für Europaangelegenheiten.